# Jacob Mulenga
Jacob Mulenga (Kitwe, 12 de fevereiro, 1984) é um futebolista da Zâmbia.Que tem rapidas passagens pelo futebol francês e holandês. Atualmente, joga no Shijiazhuang Ever Bright, da China.

## Carreira
Mulenga integrou a Seleção Zambiana de Futebol que disputou o Campeonato Africano das Nações de 2013.